# Механизация

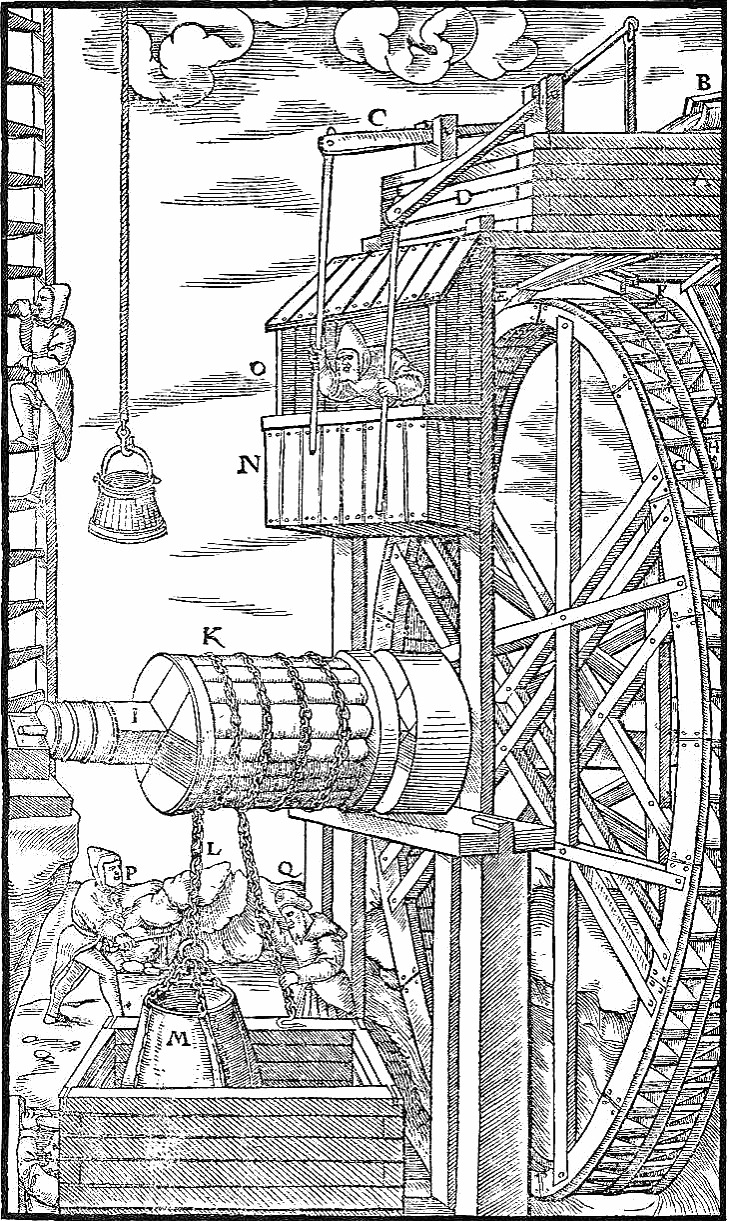
Шахтный подъемник с приводом от водяного колеса, используемый для подъема руды. Эта гравюра взята из "De re metallica " Джорджа Бауэра (псевдоним Георгиус Агрикола, ок. 1555 г.) — раннего учебника по горному делу.

Механиза́ция (англ. mechanization, нем. Mechanisierung) — это процесс перехода от работы в основном или исключительно вручную или с использованием тяги животными к выполнению работы с помощью машин. Является одним из направлений научно-технического прогресса.
Механизация может заключаться в замене ручного привода механическим двигателем, ветряком или водяной турбиной, либо представлять собой насыщение производства либо другого объекта деятельности механическими устройствами, облегчающими, ускоряющими либо удешевляющими операции.

## История механизации

### До нового времени
Водяные колеса относятся к римскому периоду и использовались для измельчения зерна и подъема поливной воды. В дальнейшем водяные колеса стали использовать для привода лесопилок, ткацких станов и растирания льна.
Поскольку крутящий момент было трудно передавать на большое расстояние, фабрики и другие потребители мощности должны располагаться недалеко от реки с построенной для колеса плотиной.
Получили распространение ветряные мельницы, но их мощность и работоспособность зависела от погоды.
Были изобретены новые элементы механизмов, улучшившие их работоспособность — например, эвольвентное зубчатое зацепление, подшипники со смазкой.

### Новое время, индустриализация
Паровая машина, созданная Ньюкоменом, была впервые использована для откачки воды из шахты в 1712 году. В дальнейшем были разработаны такие механизмы как прядильная машина Дженни (1764 г.). Спрос на металлические детали, используемые в текстильном оборудовании и военном деле привел к изобретению металлообрабатывающих станков. С конца XVII века механизация серьёзно затронула область горно-добывающих работ: погрузочно-транспортные работы с применением ручного труда и тяги животных заменялись механизмами.
В 1840-х годах были разработаны автоматические станки. Около 1810 был разработан станок для производства гвоздей. В 1801 году была запатентована бумагоделательная машина Фурдриньё для непрерывного производства бумаги, заменившая многовековой ручной метод изготовления отдельных листов бумаги.
Одним из первых механических устройств, используемых в сельском хозяйстве, была сеялка, изобретенная Джетро Таллом около 1700 года. Сеялка обеспечивала более равномерное расстояние между семенами и глубину посева, чем ручные методы, увеличивая урожайность и сохраняя ценные семена. В 1817 году в Германии был изобретен и построен первый велосипед . Механизированное сельское хозяйство значительно расширилось в конце XVIII и начале XIX веков с появлением жаток и молотильных машин, приводимых в движение лошадьми. К концу XIX века паровая энергия была применена для обмолота, появились паровые тракторы. В начале XX века начали изготавливать трактора с двигателем внутреннего сгорания. Первоначально обмолот и сбор урожая производились с помощью навесного оборудования для тракторов, но в 1930-х годах использовались зерноуборочные комбайны с автономным приводом. Одновременно с этим шёл быстрый прогресс механизации в горном деле, разрабатывалось также новое оружие — громадные металлические боевые механизмы, такие как линкор, крейсер, подводная лодка.
Получили широкое распространение гидравлические и пневматические приводы, позволявшие дистанционно производить различные механические действия, такие как позиционирование инструментов или заготовок. Сваебойные и паровые молоты являются примерами выполнения механизмами тяжелой работы. В пищевой промышленности пневматические или гидравлические устройства могут запускать и останавливать наполнение банок или бутылок на конвейере. Гидравлика широко используется в землеройной и другой строительной технике, навесных устройствах тракторов. Пневматическая энергия широко используется для механизации промышленного производства (пневмогайковёрты).

### XX век
К началу XX века были построены машины, выполняющие весьма сложные операции, которые раньше выполнялись квалифицированными мастерами. Примером может служить машина для изготовления стеклянных бутылок, разработанная в 1905 году. Она заменила высокооплачиваемых стеклодувов и обеспечила массовое производство стеклянных бутылок для алкоголя.
После 1900 года фабрики были электрифицированы, и для выполнения более сложных механических операций стали использоваться электродвигатели и средства управления. Это привело к механизированным процессам производства почти всех товаров.